# Antriebswelle

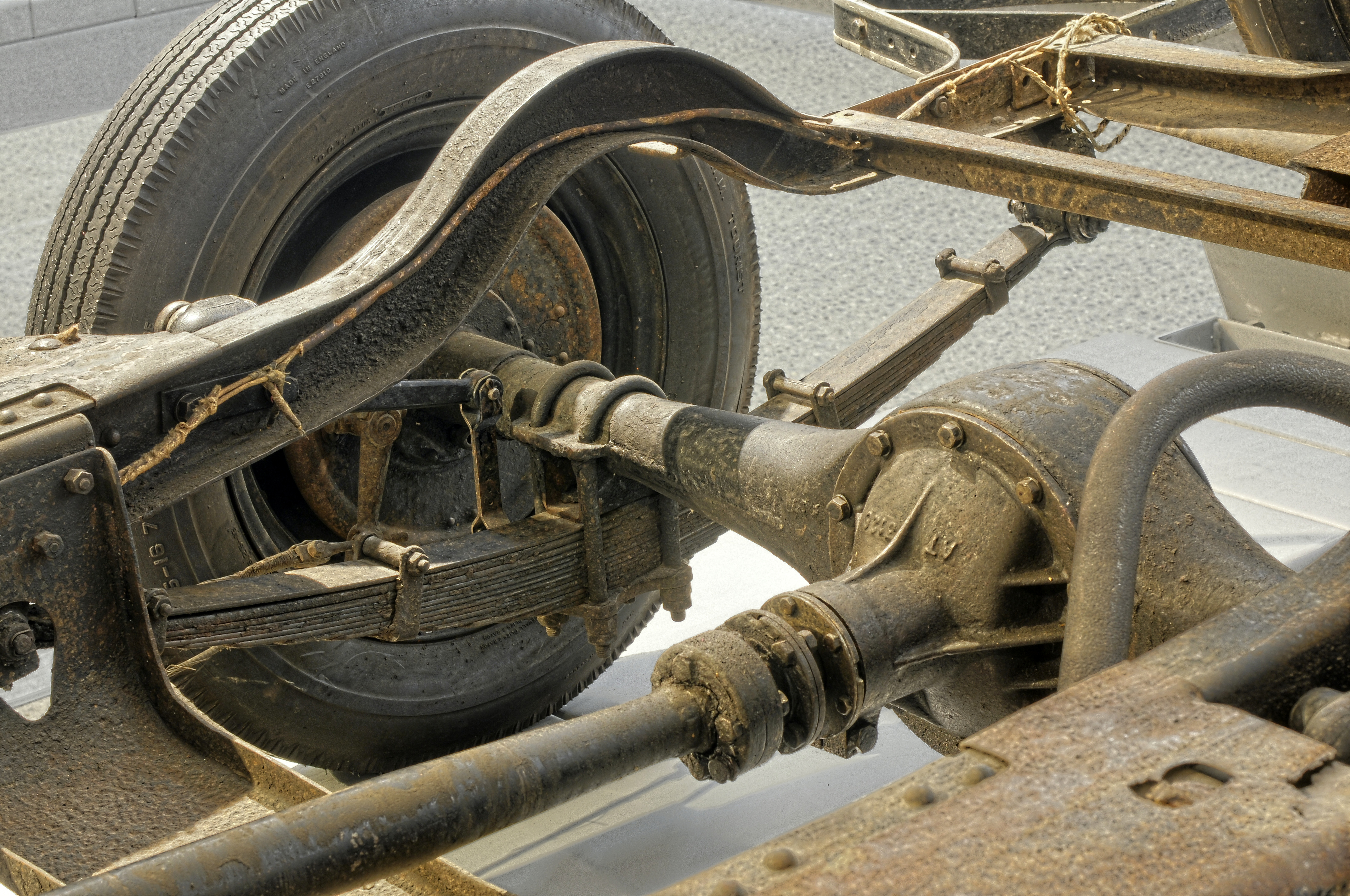
Antriebswelle zur Hinterachse an einem Škoda 422

Die Antriebswelle ist ein Bauteil der Kraftfahrzeugtechnik. Sie dient der Kraftübertragung zwischen dem Getriebe und dem angetriebenen Rad und ist ein Teil des Antriebsstrangs. Teilweise wird für die Antriebswelle auch der Oberbegriff Gelenkwelle verwendet.

## Aufbau
Eine typische Bauweise besteht aus einem radseitigen Achszapfen, an dem sich ein Gleichlaufgelenk befindet. Dieses Gelenk muss an der gelenkten Achse vor allem den Radeinschlag erlauben und ist eine der Komponenten, die den Wendekreis (nur bei angetriebener Vorderachse) begrenzen kann. Das getriebeseitige Gelenk nimmt in der Regel auch axiale Verschiebungen auf, die beim Einfedern entstehen.
Das radseitige Gelenk ist üblicherweise als Festgelenk ausgeführt, welches nur Winkeländerungen aber keine Längenänderungen ausgleicht.
Um den beengten Platzverhältnissen im Motorraum gerecht zu werden, ist es häufig nicht mehr möglich, die Antriebswellen an der Vorderachse gestreckt einzubauen, auch wenn dies den besten Wirkungsgrad (~100 %, da keine Bewegung in den Gelenken der gestreckten Antriebswelle stattfindet) bedeuten würde.
In der Praxis muss daher die Gelenkwelle den Versatz zwischen Getriebeausgang und Rad ausgleichen, je größer dieser Versatz ist, umso schwieriger wird es auch, einen kleinen Wendekreis zu erreichen.
Zum Schutz der Gelenke werden Manschetten aus Gummi und immer häufiger aus TPE über die Gelenke gezogen und mit Fett gefüllt.

## Funktion
Lageänderungen zwischen Triebwerk und Rad können konstruktiv und kinematisch bedingt auftreten, beispielsweise durch Ein- und Ausfederung des Rades, Spuränderungen, Elastizität der Fahrwerksteile, Lenkbewegungen, Triebwerksschwingungen oder Aufbautoleranzen. Diese Änderungen müssen von der Antriebswelle aufgenommen und ausgeglichen werden, ohne dass eine Funktionsminderung oder gegenseitige Beeinflussung von Radaufhängung und Triebwerk auftritt. Die Anforderungen an die Antriebswelle hängen von der konstruktiven Auslegung des Fahrzeugs ab, insbesondere davon, ob es sich um Hinterradantrieb oder Frontantrieb handelt. Für gelenkte, angetriebene Räder werden meistens Gelenkwellen mit homokinetischen Gelenken verwendet, das heißt, die Winkelgeschwindigkeit von An- und Abtrieb sind gleich, unabhängig vom Einschlagwinkel. Bei einfachen Kreuzgelenken und Scharniergelenken ist das nicht so, mit zunehmenden Einschlagwinkel übertragen sie die Bewegung immer ungleichmäßiger.

## Typischer Ausfall
Im normalen Pkw sind Antriebswellen auf die Lebensdauer des Fahrzeugs ausgelegt und sind beim Knallstarttest die Sollbruchstellen im Antriebsstrang. Schäden treten dann auf, wenn die Manschetten beschädigt wurden. Beim typischen Schadensbild zeigen sich insbesondere an den vorderen Fahrzeugtüren Fettspuren, die beim Volleinschlag der Lenkung von der gerissenen Manschette ausgeschleudert werden. Eindringendes Wasser emulgiert mit dem Fett; auch Schmutz bewirkt einen Verschleiß an den Gleitflächen des Gelenks. Anzeichen für beginnende Schäden können auch Knackgeräusche beim Lastwechsel sein.
Eine Sichtkontrolle der Manschetten als regelmäßige Wartungsarbeit ist vom Hersteller vorgeschrieben. Poröse Manschetten sollten bald ausgetauscht werden. Nur selten können während der Fahrt Achsantriebe abreißen und zu großen Schäden am Fahrzeug führen.